# France Ellys
France Girod-Genet, dite France Ellys, née le 30 avril 1893 dans le 14e arrondissement de Paris et morte le 24 septembre 1985 à Coubert (Seine-et-Marne), est une actrice de théâtre et de cinéma française.

## Biographie

### Jeunesse et débuts
France Suzanne Armande Girod-Genet naît le 30 avril 1893 au 1 rue Lalande à Paris, chez son père Joseph Armand Girod-Genet, employé, et sa mère Marie Léontine Leprince. Elle est la cadette et dernière enfant de ses parents (mariés trois ans plus tôt à Chartres où sa mère était modiste) qui se séparent au bout de quelques années et voient leur divorce  prononcé à Paris en 1909.
Au début de l'année 1910, alors qu'elle n'a pas encore dix-sept ans, elle se produit déjà sur une scène théâtrale sous le pseudonyme d'Odette Montofray. Elle changera ensuite régulièrement de nom de scène au gré de ses contrats d'artiste. C'est ainsi qu'elle prend celui de Pierrette Montofray lorsqu'elle est engagée au printemps de la même année par le Luna Park de Paris pour figurer dans sa nouvelle attraction, le Tanagra Théâtre. Ce spectacle inédit, présenté comme la « huitième merveille du monde », donnait l'illusion grâce à un ingénieux procédé d'optique de voir jouer dans un décor miniature de minuscules personnages d'une trentaine de centimètres de hauteur. La première représentation a lieu le 15 avril 1910, comportant plusieurs tableaux de danses pour lesquels les chroniqueurs relèvent « le charme exquis de Mademoiselle Pierrette ». Après trois mois de représentation, ce sont déjà 100 000 visiteurs qui se sont pressés dans ce théâtre optique et l'attraction est présentée dans la foulée au Luna Park de Berlin. À cette occasion Pierrette Montofray remporte courant juillet le premier prix de beauté de la ville de Berlin.
Rentrée à Paris, elle est engagée à l'automne par le théâtre de verdure du Pré-Catelan que vient d'ouvrir Francis Robin. Elle prend alors le nom de scène d'Odette Monfray, une version raccourcie de son premier pseudonyme utilisé sur les planches d'un vrai théâtre,. Elle joue durant une année et demie sur cette scène avant d'être remarquée par Paul Franck qui a le projet d'ouvrir son propre théâtre au 5 rue du Colisée. Celui-ci l'engage, et c'est ainsi qu'elle apparaît le 1er août 1912 sur les planches du tout nouveau théâtre Impérial;  elle prend ce même jour le nouveau nom d'artiste de Pierrette Monfray formé en mixant ses deux derniers pseudonymes. Elle garde ce pseudonyme jusqu'à la guerre. On lui trouve parfois une ressemblance avec l'actrice Marcelle Yrven.
Libre de tour engagement à l'issue de son contrat d'une année au théâtre Impérial, elle peut jouer au théâtre du Pré-Catelan, au théâtre de la Renaissance, aux Folies Bergères et au théâtre Antoine, et ce jusqu'en juin 1914. Après la déclaration de guerre, les représentations théâtrales se raréfient. Pierrette Monfray se produit à deux reprises : en décembre 1914, elle déclame une ode patriotique, lors d'un gala organisé par le Vestiaire parisien et la Ligue artistique anti-germanique ; à l'été 1915, elle joue à quelques reprises dans une revue au théâtre des Ambassadeurs. Après quoi sa carrière s'interrompt.

### Après-guerre: une identité mystérieuse
En juin 1919, Mlle Girod-Genet épouse à Paris Primrose Eugène Léon Deloncle, avocat à la cour d'appel de Paris — fils de François Deloncle, ancien député des Basses-Alpes —, et reparaît publiquement l'année suivante sous le nom de France Ellys. La plupart des journaux relaient le récit suivant : France Ellys, jeune débutante, a été découverte par Lugné-Poe qui lui a donné le rôle féminin principal de la pièce Créanciers d'August Strindberg le 22 octobre 1920, dans son théâtre de l'Œuvre, rouvert l'année précédente après cinq années de fermeture dues à la guerre. Le talent de cette nouvelle comédienne, la veille inconnue, est ainsi consacré par toute la presse. De très rares articles établissent toutefois un lien entre Pierrette Monfray et France Ellys. Ainsi, dans Aux écoutes, on peut lire : « France Ellys ? Une beauté blonde épanouie qui triomphe dans Créanciers... Mais...
Mais n'est-ce point Pierrette, Pierrette Monfray qu'on prenait avant la guerre pour la sœur de Marcelle Yrven (...), qui débuta au Pré-Catelan, en 1911 (...). Ensuite elle avait joué au Théâtre impérial, aux Champs-Élysées et à la Renaissance. Elle reparut avec René Bocher (actuellement de la Comédie-Française), sur la scène de ses débuts, dans Métamorphoses.
Enfin, pendant la guerre, elle reparut au Nouveau-Cirque pour dire des poèmes patriotiques. » En avril 1921, Le Carnet de la semaine évoque France Ellys « qu'a totalement renié  [sic] Pierrette Monfray »,. En août 1923, L'Intransigeant indique que « Pierrette Monfray, qui a changé de nom, sans renoncer au théâtre, s'est mariée ».
Par la suite, France Ellys veillera à ne jamais rien dévoiler de sa propre personne. Un journaliste italien qui tentait vainement de l'interroger en 1928 écrit : « Ellys évite de parler d'elle, détourne nos questions, comme pour ne pas dévoiler un secret jalousement gardé ». Au sujet du patronyme France Ellys, Lugné-Poe expliquera dans ses mémoires, parus en 1946 sous le titre Dernière Pirouette, qu'il s'agissait du nom d'artiste qu'il lui avait donné. À noter qu'une élève du Conservatoire, de vingt ans sa cadette, a utilisé le même pseudonyme, « Ellys », en 1930,.

### Un succès rapide
Devant le succès que rencontre France Ellys dans la pièce de Strindberg, les directeurs de théâtre se l'arrachent et elle signe en novembre 1920 un engagement avec le théâtre du Vaudeville. Mais elle se récuse finalement pour rester chez Lugné-Poe qui lui confie le premier rôle de ses mises en scènes suivantes. Cela lui vaut un procès avec le Vaudeville, qu'elle finit par gagner en 1926.
En 1921, son mari, Léon Deloncle, est impliqué dans l'affaire André Himmel, dirigeant de la Franco American Cinematograph Corporation accusé d'escroquerie, et leur domicile du 24 place Malesherbes est perquisitionné. L'avocat connaît par ailleurs des déboires avec le journal qu'il a fondé, Le Jour. Le journal Bonsoir ironise à ce propos en écrivant en 1922 : « France Ellys fut admirable dans Créanciers, mais Léon Deloncle joue très mal les Débiteurs ! » Le couple divorce en juillet 1923.
En 1927, France Ellys est remarquée par le dramaturge Henri-René Lenormand qui lui confie le rôle principal de sa nouvelle pièce Mixture et de ses deux créations suivantes. Cette collaboration est l'occasion pour France Ellys de rencontrer Georges Pitoëff. Elle participe ainsi aux représentations de la compagnie Pitoëff jusqu'en 1935.
Parallèlement, elle commence en 1932 une carrière cinématographique dans le film Un homme sans nom dont les directeurs Roger Le Bon et Gustav Ucicky lui ont confié le premier rôle féminin.

### Un lent déclin
Dans les années 1940, France Ellys poursuit sa carrière à la fois au cinéma et sur les planches. L'âge venant, elle n'obtient plus que des seconds rôles, puis des petits rôles. Elle met un terme à sa carrière théâtrale en 1947 et à sa carrière cinématographique au début des années 1950. Elle donne des cours d'art dramatique jusqu'au début des années 1970[réf. nécessaire].
France Ellys meurt en 1985, à Coubert.

## Théâtre

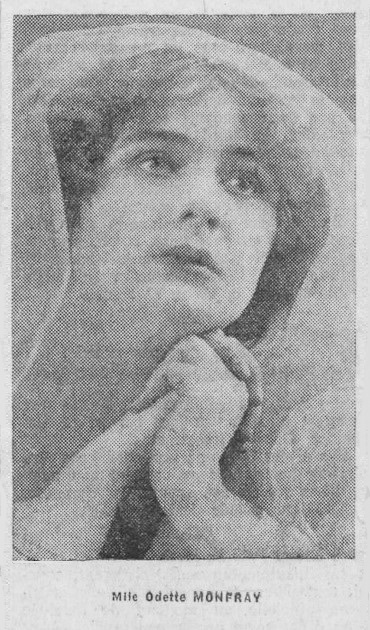
France Ellys en 1911 sous le pseudonyme d'Odette Monfray.

### Sous le nom d'Odette Montofray
- 1910 : L'Avare devenu mendiant, Charles de Bussy, salle des fêtes du Journal[3]

### Sous le nom d'Odette Monfray
- 1911 : En cage de M. Champavert, théâtre du Pré-Catelan
- 1911 : Aux Parisiennes, prologue de Louis Delluc, théâtre du Pré-Catelan
- 1911 : Les Distances, 1 acte de Ch. de la Porte, Nouveaux-Mathurins

### Sous le nom de Pierrette Monfray
(Liste non exhaustive)
- 1912 : Son vice, pièce en 1 acte de Léon Xanrof, théâtre Impérial : Bavolette
- 1912 : La Petite Jasmin, comédie en 3 actes de Willy et Georges Docquois, théâtre Impérial : Sophie
- 1912 : M. Collerette, veuf, comédie-bouffe en 1 acte de Jules Thinet et Georges Fabri, théâtre Impérial : Irma
- 1912 : Le Pousse l'amour, sketch en 1 acte de Maurice de Féraudy, Jean Kolb, Erik Satie, théâtre Impérial
- 1913 : La Maison Poponard, vaudeville en 1 acte de Paul Fékété, Théâtre Impérial : Viviane
- 1913 : Complet à l'Impérial, revue à grand spectacle en 3 actes, Théâtre Impérial
- 1913 : Vous fâchez pas !, revue en 1 acte de Wilned et Mauprey, théâtre Impérial : la princesse de Saxe-Zour
- 1913 : Un bûcheur, comédie en 1 acte d'Yves Mirande et Henri Géroule, théâtre Impérial : Germaine
- 1913 : Métamorphoses, pièce de Léon Guillot de Saix et B. Dangennes, théâtre du Pré-Catelan
- 1913 : Le Minaret, pièce de Jacques Richepin, théâtre de la Renaissance
- 1913 : Les Deux Bavards, pièce de Johannès Gravier et Maxime Formont, théâtre du Pré-Catelan
- 1914 : La Revue de l'amour, Folies-Bergère : la commère
- 1914 : matinée de gala du Vestiaire Parisien, Nouveau Cirque : déclamation d'une ode patriotique
- 1915 : Zonneslag et Cie, fantaisie bruxelloise en 5 actes de P. Libeau et Maurice Sacy, théâtre Antoine
- 1915 : En plein air, revue de Charles Quinel et Henry Moreau, théâtre des Ambassadeurs

### Sous le nom de France Ellys
(Liste non exhaustive)

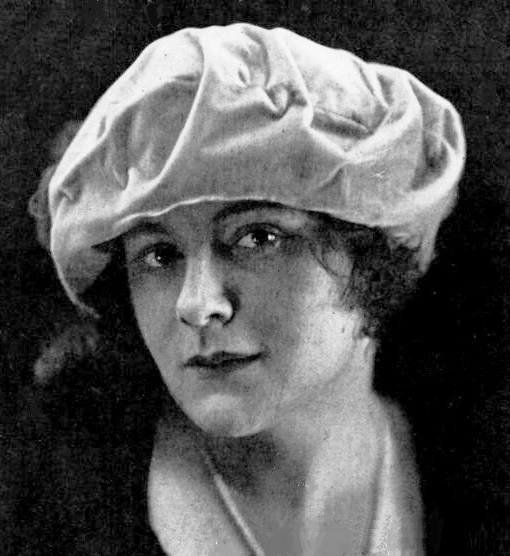
France Ellys en 1920 (photo promotionnelle de la pièce Créanciers).

- 1920 : Créanciers d'August Strindberg, sous la direction de Lugné-Poe, théâtre de l'Œuvre : Tekla
- 1921 : Hedda Gabler d'Henrik Ibsen, sous la direction de Lugné-Poe, théâtre de l'Œuvre : Hedda
- 1922 : Judith d'Henry Bernstein, théâtre du Gymnase : Ada
- 1924 : Le Geste de Maurice Donnay et Henri Duvernois, théâtre de la Renaissance : Marceline Vallier
- 1925 : Une maison de poupée d'Henrik Ibsen, sous la direction de Lugné-Poe
- 1926 : Bava l'Africain de Bernard Zimmer, sous la direction de Louis Jouvet, Comédie des Champs-Élysées : Madame Soin
- 1927 : Mixture d'Henri-René Lenormand, sous la direction de Georges Pitoëff, théâtre des Mathurins : Monique Léoncel
- 1929 : Une vie secrète d'Henri-René Lenormand, Comédie des Champs-Élysées, sous la direction de Georges Pitoëff : Thérèse Sarterre
- 1929 : La Rolls Royce, comédie en trois actes de Mario Duliani et Jean Refroigney, sous la direction de Harry Baur, théâtre des Mathurins : Nicole Vernier
- 1930 : Browning, comédie en trois actes de Mario Duliani et Jean Refroigney, sous la direction de Charles Dechamps, théâtre des Mathurins : Monique Chalubert
- 1931 : Mon ami Philippe d'André de Chatellus, théâtre Fontaine
- 1932 : Sortilèges, pièce en 3 actes et 4 tableaux d'Henri-René Lenormand, au Studio des Champs-Élysées : Camille Rambert
- 1933 : Liebelei (Amourette) d'Arthur Schnitzler sous la direction de Georges Pitoëff
- 1934 : Le Règne d'Adrienne de Paul Brach : Adrienne
- 1938 : La Fenêtre ouverte de Maurice Martin du Gard, sous la direction de Georges Pitoëff
- 1942 : Le Fauve d'Eddy Ghilain
- 1943 : L'Acheteuse de Steve Passeur, théâtre de l'Œuvre
- 1947 : Le Mal de pureté de Lucien François, mise en scène de Pierre Franck, théâtre du Vieux-Colombier

## Cinéma

### Courts métrages
- 1946 : Le Testament de René Jayet
- 1946 : Cinq à sept de René Jayet

### Longs métrages
- 1932 : Un homme sans nom de Roger Le Bon et Gustav Ucicky : Eva-Maria
- 1936 : La Joueuse d'orgue de Gaston Roudès : Madame Bernier
- 1937 : Les Chevaliers de la cloche de René Le Hénaff : La princesse bohémienne
- 1937 : Enfants de Paris de Gaston Roudès
- 1937 : La Mort du cygne de Jean Benoît-Lévy : Madame Souris
- 1938 : La Maison du Maltais de Pierre Chenal : La religieuse
- 1938 : La Bâtarde de Jacques Daroy : Mademoiselle Peters
- 1938 : Trois Valses de Ludwig Berger : La marquise de Chalencey
- 1939 : Grand-père de Robert Péguy : La directrice de l'école
- 1941 : Fromont jeune et Risler aîné de Léon Mathot
- 1941 : Ici l'on pêche de René Jayet
- 1942 : La Femme perdue de Jean Choux : Madame Vidal
- 1942 : Le Mariage de Chiffon de Claude Autant-Lara : Sophie
- 1943 : L'Homme sans nom de Léon Mathot
- 1943 : L'Escalier sans fin de Georges Lacombe : Madame Boutron
- 1946 : Mission spéciale de Maurice de Canonge
- 1947 : Par la fenêtre de Gilles Grangier : Madame Laforest
- 1948 : Les souvenirs ne sont pas à vendre de Robert Hennion : Maria
- 1950 : L'Homme qui revient de loin de Jean Castanier : Mademoiselle Hélier
- 1951 : Maria du bout du monde de Jean Stelli : Delphine

## Iconographie
Photographies de l'actrice, parues dans
Comœdia, les 1er octobre 1910 , 26 juin 1911 , 21 septembre 1912 , 1er janvier 1920 , 26 avril 1920 
et dans Excelsior, les 23 septembre 1932 , 16 avril 1933 .